# 小室昂大
小室 昂大（こむろ たかひろ、1999年12月4日 - ）は、日本の男子プロバスケットボール選手である。ポジションはスモールフォワード。B.LEAGUEの青森ワッツ所属。

## 来歴

### プロ入り前
栃木県大田原市生まれ。小学校低学年の頃より、リンク栃木ブレックス（現・宇都宮ブレックス）のスクールでバスケットボールの基礎を学び、県内の強豪校である宇都宮市立雀宮中学校へ進学するために、母と共に宇都宮市に転居する。同校卒業後は、富樫勇樹の父が総監督を務める新潟県の開志国際高等学校へ進学するも、1年生の終わりにバスケットボール1本の生活に違和感を持ち、栃木県に戻って宇都宮短期大学附属高等学校（宇短附高）に編入学する。宇短附高での最高成績は県内ベスト4であったが、白鷗大学と江戸川大学からスカウトされ、ブレックスのスクール時代の講師がヘッドコーチを務めていた白鷗大への進学を決意する。
白鷗大のヘッドコーチは入学早々に網野友雄に代わり、網野の「自分のことだけを考えろ」の一言で奮起し、4年生で迎えた第73回全日本大学バスケットボール選手権大会でチームの一員として優勝を果たした。

### プロ入り後
2021年12月、京都ハンナリーズと特別指定選手契約。卒業後プロ契約。2023年5月9日、自由交渉選手リストに公示される。
2023年7月27日に八王子ビートレインズと契約を結んだ。
2024年6月6日に八王子との契約満了と青森ワッツへの移籍が発表された。

## 親族
バスケットボール一家に生まれ、姉の小室敦美は栃木県の教員を経て2020年からアレセイア湘南高等学校で女子バスケットボール部のヘッドコーチを務めている。